# Superliga Brasileira de Voleibol Masculino de 2004–05
A Superliga Brasileira de Voleibol Masculino da temporada 2004/2005 foi um torneio da Série A, realizado a partir de 27 de novembro de 2004 até 1 de maio de 2005, promovendo a disputa entre onze equipes, estas representantes de quatro estados.

## Participantes
Banespa/São Bernardo, São Bernardo/SP

 Bento Vôlei, Bento Gonçalves/RS

 Minas, Belo Horizonte/MG

 Náutico, Araraquara/SP

 São Caetano, São Caetano do Sul/SP

 São José, São José/SC

 São Leopoldo, São Leopoldo/RS

 Suzano, Suzano/SP

 UCS, Caxias do Sul/RS

 Ulbra, Canoas/RS

 Unisul, Florianópolis/SC

## Regulamento
- Fase Classificatória:A primeira fase da Superliga foi realizada com a participação de onze equipes. A competição foi dividida em duas fases. Na primeira, as equipes jogaram entre si, em turno e returno, realizando 20 partidas cada uma.
- Playoffs:As oito melhores colocadas avançaram às quartas-de-final(melhor de três jogos), obedecendo ao seguinte cruzamento: 1.º x 8.º, 2.º x 7.º, 3.º x 6.º e 4.º x 5.º, em playoffs melhor de três jogos.

As quatro equipes vencedoras avançaram às semifinais (melhor de cinco jogos), respeitando o seguinte critério: o vencedor do jogo entre o 1.º e o 8.º enfrentará o do jogo entre o 4.º e o 5.º, e o ganhador da partida entre o 2.º e o 7.º terá pela frente o do confronto entre o 3.º e o 6.º. Os dois times vencedores disputaram o título na final, também em uma série melhor de cinco jogos.

### Individuais
| Melhor Ataque         | Roberto Minuzzi    | Telemig Celular/Minas |
| Melhor Bloqueio       | Rogério Fernandes  | Telemig Celular/Minas |
| Melhor Saque          | Jardel             | Telemig Celular/Minas |
| Melhor Recepção/Passe | Serginho           | Telemig Celular/Minas |
| Melhor Defesa         | Nalbert Bitencourt | Banespa/Mastercard    |
| Melhor Levantador     | Marlon Yared       | Telemig Celular/Minas |

.

## Campeão
| Superliga Brasileira Masculina 2004-05 |
| -------------------------------------- |
| Banespa/São Bernardo 1.º Título        |